# 4790 Petrpravec
4790 Petrpravec è un asteroide della fascia principale del diametro medio di circa 17,62 km. Scoperto nel 1988, presenta un'orbita caratterizzata da un semiasse maggiore pari a 2,6270212 UA e da un'eccentricità di 0,0826768, inclinata di 12,73418° rispetto all'eclittica.
L'asteroide è dedicato all'astronomo ceco Petr Pravec.